# Luca Pinelli
Luca Pinelli (Melfi, 1542 – Napoli, 25 agosto 1607) è stato un gesuita e teologo italiano.

## Biografia
Appartenente ad una delle ventiquattro famiglie più importanti di Genova, alcuni suoi parenti furono dogi della repubblica genovese. Entrato nella Compagnia di Gesù il 22 aprile 1562, iniziò la sua attività come insegnante di teologia e filosofia. Fu, in seguito, trasferito in Germania per contrastare il Protestantesimo ed insegnare teologia presso l'università di Ingolstadt, tra il 1575 e il 1577 circa. Si spostò, successivamente in Francia, insegnando tale disciplina all'università di Pont-à-Mousson (1577-1580).
Sotto la sua influenza, le due università adottarono come testo Summa Theologiae di Tommaso d'Aquino. Tornato in Italia, Pinelli divenne rettore dei collegi di Firenze,  Perugia e preposito della casa professa di Palermo, dove compose la maggior parte delle sue pubblicazioni ascetiche, alcune uscite postume alla sua morte. Soggiornò, successivamente, a Napoli, ove morì il 25 agosto 1607.

## Opere
- De Statu Animarum In Altero Seculo (1577)
- Theologica Disputatio De Christo Opt. Max. Ac Matre Eivs Sanctissima (1577)
- De ecclesia theologica disputatio (1580)
- Libretto di brevi meditazioni del Santiss. Sacramento (1598)
- Meditationi Utilissime, Sopra I Quindeci Misterii Del Rosario, Della Sacratissima Vergine Maria (1602)
- Piae meditationes de Sanctissimo Eucharistiae sacramento (1603)
- Brevi Meditationi Sopra Quattro Novissimi Dell'Huomo (1605)
- Trattato delle sante indulgenze. Et del modo di quadagnarle così per i vivi, come peri morti (1607)
- Quaranta Essercitii Spirituali, Per L'Oratione delle Quaranta Hore (1609)
- Trattato del valore, et meravigliosi frutti della S. Messa (1609)